# Mount Frank Rae
Mount Frank Rae är ett berg i Kanada.   Det ligger i territoriet Yukon, i den västra delen av landet, 4 300 km väster om huvudstaden Ottawa. Toppen på Mount Frank Rae är 2 360 meter över havet.
Berget är den högsta toppen i bergskedjan Ogilvie Mountains.
Terrängen runt Mount Frank Rae är huvudsakligen kuperad, men åt sydväst är den bergig. Mount Frank Rae är den högsta punkten i trakten. Trakten runt Mount Frank Rae är nära nog obefolkad, med mindre än två invånare per kvadratkilometer.. Det finns inga samhällen i närheten. 
Trakten runt Mount Frank Rae består i huvudsak av gräsmarker.